# Patinatge de velocitat en pista curta als Jocs Olímpics d'hivern de 2010
Als Jocs Olímpics d'Hivern de 2010 celebrats a la ciutat de Vancouver (Canadà) es disputaren vuit proves de Patinatge de velocitat en pista curta, quatre en categoria masculina i quatre més en categoria femenina.
Les proves es realitzaren entre els dies 13 i 27 de febrer de 2010 a les instal·lacions del Richmond Olympic Oval. Hi participaren un total de 109 patinadors, entre ells 54 homes i 55 dones, de 23 comitès nacionals diferents.

## Resultats

### Homes
| Event                  | Or | Or          | Plata                                                                                 | Plata    | Bronze                                                                              | Bronze   |
| 500 m Detalls          | Charles Hamelin · Canadà                                                                                  | 40,981      | Sung Si-bak · Corea del Sud                                                           | 41,340   | François-Louis Tremblay · Canadà                                                    | 46,366   |
| 1000 m Detalls         | Lee Jung-su · Corea del Sud                                                                               | 1:23,747 RO | Lee Ho-suk · Corea del Sud                                                            | 1:23,801 | Apolo Ohno · Estats Units                                                           | 1:24,128 |
| 1500 m Detalls         | Lee Jung-su · Corea del Sud                                                                               | 2:17,611    | Apolo Ohno · Estats Units                                                             | 2:17,976 | John Celski · Estats Units                                                          | 2:18,053 |
| 5000 m relleus Detalls | Canadà · Charles Hamelin · François Hamelin · Olivier Jean · François-Louis Tremblay · Guillaume Bastille | 6:44,224    | Corea del Sud · Kwak Yoon-gy · Lee Ho-suk · Lee Jung-su · Sung Si-bak · Kim Seoung-il | 6:44,446 | Estats Units · John Celski · Travis Jayner · Jordan Malone · Apolo Ohno · Simon Cho | 6:44,498 |

### Dones
| Event                  | Or                                                               | Or          | Plata                                                                       | Plata    | Bronze                                                                                            | Bronze   |
| 500 m Detalls          | Wang Meng · R.P. de la Xina                                      | 43,048      | Marianne St-Gelais · Canadà                                                 | 43,707   | Arianna Fontana · Itàlia                                                                          | 43,804   |
| 1000 m Detalls         | Wang Meng · R.P. de la Xina                                      | 1:29,213    | Katherine Reutter · Estats Units                                            | 1:29,324 | Park Seung-hi · Corea del Sud                                                                     | 1:29,379 |
| 1500 m Detalls         | Zhou Yang · R.P. de la Xina                                      | 2:16,993 RO | Lee Eun-byul · Corea del Sud                                                | 2:17,849 | Park Seung-hi · Corea del Sud                                                                     | 2:17,927 |
| 3000 m relleus Detalls | R.P. de la Xina · Sun Linlin · Wang Meng · Zhang Hui · Zhou Yang | 4:06,610 RM | Canadà · Jessica Gregg · Kalyna Roberge · Marianne St-Gelais · Tania Vicent | 4:09,137 | Estats Units · Allison Baver · Alyson Dudek · Lana Gehring · Katherine Reutter · Kimberly Derrick | 4:14,081 |

## Medaller
| Pos. | País            | Or | Plata | Bronze | Total |
| 1    | R.P. de la Xina | 4  | 0     | 0      | 4     |
| 2    | Corea del Sud   | 2  | 4     | 2      | 8     |
| 3    | Canadà          | 2  | 2     | 1      | 5     |
| 4    | Estats Units    | 0  | 2     | 4      | 6     |
| 5    | Itàlia          | 0  | 0     | 1      | 1     |